# Светлое (Славяносербский район)
Светлое (укр. Світле) — село, относится к Славяносербскому району Луганской области Украины. Под контролем самопровозглашённой Луганской Народной Республики.

## География
Соседние населённые пункты: село Стукалова Балка, посёлок Металлист и город Луганск на юге, село Шишково, посёлок Тепличное и город Александровск на юго-западе, сёла Лиман и Крутая Гора на западе, Раёвка и Весёлая Гора на северо-западе, Обозное, Христово, Паньковка на северо-востоке, Приветное на востоке.

## Население
Население по переписи 2001 года составляло 162 человека.

## Общие сведения
Почтовый индекс — 93733. Телефонный код — 6473. Занимает площадь 0,472 км². Код КОАТУУ — 4424581109.

## Местный совет
93730, Луганская обл., Славяносербский р-н, Весёлая Гора, ул. Калинина, 5